# Fester Flugfunkdienst
Der Feste Flugfunkdienst (englisch aeronautical fixed service) ist eine veraltete Bezeichnung für einen Funkdienst zwischen festen Punkten, der in erster Linie der Sicherheit der Flugnavigation und der regelmäßigen, wirksamen und wirtschaftlichen Abwicklung des Luftverkehrs dienen soll.
Die betreffenden Funkanwendungen sind gegenwärtig, entsprechend aktueller Definition der Vollzugsordnung für den Funkdienst (VO Funk) der Internationalen Fernmeldeunion (ITU), dem Festen Funkdienst zugeordnet. Im Bereich der Luftfahrt und der Fluggesellschaften wird jedoch der Begriff als Sammelbezeichnung bestimmter Kommunikationsdienstleistungen weiter verwendet. So werden beispielsweise unter dieser Bezeichnung gegenwärtig folgende Sprach- und Datennetze bereitgestellt:
- Aeronautical Fixed Telecommunication Network (AFTN)
- Common ICAO Data Interchange Network (CIDIN)
- Air Traffic Services (ATS) Message Handling System (AMHS)

Im Gegensatz zum Mobilen Flugfunkdienst nehmen an diesem Funkdienst keine Funkstellen an Bord von Luftfahrzeugen teil.
Nachrichten, die über AFTN oder AMHS ausgetauscht werden, umfassen beispielsweise NOTAMs, Flugpläne und meteorologische Daten (z. B. METARs). Dieser Funkdienst ist unverändert ein wichtiger Kommunikationsdienstleister für die Luftverkehrskontrolle (Air Traffic Control, ATC), den Fluginformationsdienst (Flight Information Service, FIS) und den Flugberatungsdienst (Aeronautical Information Service, AIS).